# مامادو ديوب
مامادو ديوب (بالفرنسية: Mamadou Diop)‏ هو سياسي سنغالي، ولد في 9 مايو 1936 في داكار في السنغال، وتوفي بنفس المكان في 26 مارس 2018. حزبياً، نشط في الحزب الاشتراكي السنغالي ‏. وقد انتخب عمدة داكار (1984 – 2002).